# Impatiens muelleri
Impatiens muelleri är en balsaminväxtart som beskrevs av Tardieu. Impatiens muelleri ingår i släktet balsaminer, och familjen balsaminväxter. Inga underarter finns listade i Catalogue of Life.